# Me Myself an Eye

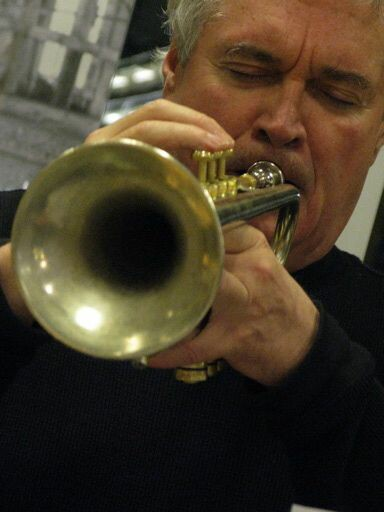
Jack Arthur Walrath Jr

Me, Myself an Eye ist ein Jazzalbum unter dem Namen von Charles Mingus, von dem die Kompositionen stammten, der aber nicht als Musiker mitwirkte. Geleitet wurde die am 23. Januar 1978 in den Atlantic Studios in New York City stattfindende Session von Paul Jeffrey; die Arrangements und Orchestrierungen wurden von Jack Walrath unter der Mitwirkung bzw. unter Verwendung von Tonband-Aufzeichnungen von Charles Mingus realisiert. Das Album erschien 1979 als Langspielplatte auf Atlantic Records und wurde 2002 als Compact Disc wiederveröffentlicht.

## Hintergrund
Me, Myself an Eye war mit Something Like a Bird das letzte Album, an dem Mingus noch zu Lebzeiten mitwirken konnte, jedoch krankheitsbedingt nicht mehr als Musiker. Das längste Stück des Albums, Three Worlds of Drums wurde von Paul Jeffrey geleitet, der es auch bei seiner Premiere 1978 auf dem Newport Jazz Festival in Saratoga vorstellte. Zur Ausführung von Three Worlds Of Drums (das Erinnerungen an A Drum Is a Woman von Duke Ellington weckt) erhielt Walrath von Mingus ein Tonband, auf dem dieser seine Ideen in Form maurisch klingender Skalen skizziert hatte; „Pick out some of my notes, organize a melody and write an arrangement on it.“ Daraufhin schrieb Walrath eine Einleitung für ein vierteiliges Werk für ein Ensemble mit Schlagzeugsoli. Der Shout-Chorus basierte auf einer Melodie, die Mingus geschrieben und von Walrath ergänzt hatte. Die Trompete-Sopransaxohon-Melodie kurz vor dem Schluss geht wiederum auf Mingus’ Tonband-Sizzen zurück; das Gegräbnishafte Ende transkribierte Walrath von einer Piano-Aufnahme Mingus’.
Die Orchestrierung von Carolyn “Keki” Mingus basierte wortwörtlich auf der von Mingus aufgenommenen Piano-Skizze, außer dem letzten Chorus, den wiederum Jack Walrath schrieb und arrangierte. Wednesday Night Prayer Meeting wurde nach den Instruktionen Mingus’ arrangiert, wiederum außer dem letzten Chorus, den Jack Walrath schrieb und arrangierte. Devil Woman wurde ausschließlich von Walrath arrangiert.

## Titelliste
- Charles Mingus: Me Myself An Eye (Atlantic SD 8803)[4]
  1. Three Worlds of Drums – 30:20
  2. Devil Woman – 8:12
  3. Wednesday Night Prayer Meeting – 9:42
  4. Carolyn „Keki“ Mingus – 7:40
- Alle Kompositionen stammen von Charles Mingus.

## Rezeption
Garry Giddins schrieb in den Liner Notes des Albums:

„When Mingus is inspired, his musicians discover depths in themselves previously unsuspected. It seemed magical when he conducted his whirlwinds from the bass, and seems even more so in the instance of Three Worlds of Drums. Here is a performance that grows from beginning to end, and with each listening.“

Ebenfalls in den Liner Notes notierte Stuart Nicholson:

„Now, with bass virtuosos Eddie Gomez and George Mraz subbing for him, his wheelchair may have reduced his role, but his presence was enough to galvanize the 26-strong ensemble assembled for this memorable date. It prompted trumpeter Randy Brecker to observe that Mingus ran the recording session 'with his eyes'. His melodies were so personal and his use of rhythm and harmony so dramatic that his music constituted an idiom. This kind of volatility, which seemed to characterize his life, is captured on Me, Myself an Eye. The album, like 1977's 'Three or Four Shades of Blue' is notable for its use of the electric guitar -- here with Larry Coryell, Ted Dunbar and Jack Wilkins bringing a fresh tone colour to the Mingus ensemble. It shows how his music was never static, taking account of the changing musical landscape around him by importing the sounds associated with rock.“

„Jetzt, wo die Bass-Virtuososen Eddie Gomez und George Mraz für ihn einspringen, mag der Rollstuhl seine Rolle beschränken, doch seine Präsenz war groß genug, das 26-köpfige Ensemble bei diesem denkwürdigen Treffen aktiv werden zu lassen. Es brachte den Trompeter Randy Brecker dazu festzustellen, dass Mingus die Aufnahmesession 'mit seinen Augen' leitete. Seine Melodien waren so persönlich und seine Verwendung von Rhythmus und Harmonien so dramatisch, dass seine Musik ein Idiom begründete. Diese Art von Sprunghaftigkeit, die auch sein Leben zu charakterisieren schien, ist in Me, Myself an Eye eingefangen. Das Album ist auch, ähnlich wie Three or Four Shades of Blue (1977) für den Gebrauch der Elektrogitarren bedeutsam - hier mit Larry Coryell, Ted Dunbar und Jack Wilkins, was eine frische Klangfarbe in das Mingus-Ensemble bringt. Dies zeigt, dass seine Musik nie statisch war und Kenntnis von der sich verändernden musikalischen Landschaft nahm, die Klänge absorbierte, die mit der Rockmusik in Verbindung stehen.“

Stuart Kremsky vergab im AllMusic an das Album lediglich 2½ (von fünf) Sternen und hob hervor, dass der todkranke Mingus zwar nicht mehr selbst spiele, aber auf seinen letzten Sessions für Atlantic eine machtvolle Präsenz im Aufnahmestudio zeige. Die große Band spiele etwas schwerfällig, und die Arrangements tendieren ein wenig dazu, sich der Fusion-Hörerschaft anzudienen. Trotz dieser Einschränkungen sei das halbstündige Werk Three Worlds of Drums „großartig, so übertrieben es auch ausfällt.“